# Anomalocosmoecus argentinicus
Anomalocosmoecus argentinicus is een schietmot uit de
familie Limnephilidae. De soort komt voor in het Neotropisch gebied.